# Gnaeus Pompeius Pompeianus
Gnaeus Pompeius Pompeianus war ein im 2. Jahrhundert n. Chr. lebender Angehöriger des römischen Ritterstandes (Eques). Er ist durch eine Inschrift, die in Rom gefunden wurde, belegt.
Seine für einen Angehörigen des Ritterstandes übliche militärische Laufbahn (Tres militiae) bestand aus zwei Stationen: er diente als Tribunus angusticlavius in der Legio III Italica, die ihr Hauptlager in Castra Regina in der Provinz Raetia hatte, und war Kommandeur (Praefectus) einer Cohors Afrorum, die in der Provinz  Dacia stationiert war. Der Grabstein mit der Inschrift wurde durch seine Schwestern Pompeia Cleobula und Pompeia Cleopatra errichtet.

## Datierung
Die Inschrift wird bei der Epigraphik-Datenbank Clauss-Slaby auf 165/200 datiert. Farkas István Gergő datiert sie auf 170/200.